# Mexico op de Olympische Zomerspelen 1976
Mexico nam deel aan de Olympische Zomerspelen 1976 in Montréal, Canada. In tegenstelling tot de vorige editie werd weer een gouden medaille gewonnen.

## Medailleoverzicht
| Sport    | Olympiër        | Onderdeel             | Medaille |
| -------- | --------------- | --------------------- | -------- |
| Atletiek | Daniel Bautista | 20km snelwandelen (m) | Goud     |
| Boksen   | Juan Paredes    | -57kg s(m)            | Brons    |

## Deelnemers en resultaten

### Atletiek
| Olympiër        | Discipline            | Resultaat | Prestatie                 |
| --------------- | --------------------- | --------- | ------------------------- |
| Rodolfo Gómez   | 5000m (m)             | 28e       | serie 2: 5de in 13.46,23  |
| Luis Hernández  | 5000m (m)             | 19e       | serie 1: 6de in 13.36,42  |
| Rodolfo Gómez   | 10000m (m)            | 32e       | serie 2: 11de in 30.05,19 |
| Luis Hernández  | 10000m (m)            | 23e       | serie 3: 8ste in 28.44,17 |
| José Cartas     | 110m horden (m)       | 21e       | serie 2: 7de in 14,56     |
| Mario Cuevas    | marathon (m)          | 18e       | 2:18.08                   |
| Rodolfo Gómez   | marathon (m)          | 19e       | 2:18.21                   |
| Daniel Bautista | 20km snelwandelen (m) | Goud      | 1:24.40,6                 |
| Domingo Colín   | 20km snelwandelen (m) | DSQ       | gediskwalificeerd         |
| Raúl González   | 20km snelwandelen (m) | 5e        | 1:28.18,2                 |

### Basketbal
| Olympiër | Discipline | Resultaat | Prestatie |
| --- | ---------- | --------- | --- |
| Jesús García Arturo Guerrero Jorge Flores Rafael Palomar Antonio Ayala Samuel Campis Héctor Rodríguez Anastacio Reyes Gabriel Nava Ruben Alcala Manuel Saenz Manuel Raga | mannen     | 10e       | groep A: 5de V van Sovjet-Unie: 77-120 W van Japan: 108-90 V van Australië: 117-120 V van Cuba: 75-89 V van Canada: 84-92 9-12de plek: W van Egypte: 2-0 9-10de plek: V van Puerto Rico: 84-89 |

| Groep A |             |             |             |             |            |            |            |        |
| #       | Land        | Wedstrijden | Wedstrijden | Wedstrijden | Doelpunten | Doelpunten | Doelpunten | Punten |
| #       | Land        | G           | W           | V           | V          | T          | Saldo      | Punten |
| 1       | Sovjet-Unie | 5           | 5           | 0           | 548        | 374        | +174       | 10     |
| 2       | Canada      | 5           | 4           | 1           | 446        | 416        | +30        | 9      |
| 3       | Cuba        | 5           | 3           | 2           | 448        | 402        | +46        | 8      |
| 4       | Australië   | 5           | 2           | 3           | 472        | 481        | −9         | 7      |
| 5       | Mexico      | 5           | 1           | 4           | 461        | 511        | −50        | 6      |
| 6       | Japan       | 5           | 0           | 5           | 364        | 555        | −191       | 5      |

| Ronde       | Datum    | Plaats | Land    | Score       | Land |
| ----------- | -------- | ------ | ------- | ----------- | ---- |
| Groepsfase  |          |        |         |             |      |
| 18 juli     | Montréal | Mexico | 77-120  | Sovjet-Unie |      |
| 19 juli     | Montréal | Mexico | 108-90  | Japan       |      |
| 21 juli     | Montréal | Mexico | 117-120 | Australië   |      |
| 23 juli     | Montréal | Mexico | 75-89   | Cuba        |      |
| 24 juli     | Montréal | Mexico | 84-92   | Canada      |      |
| 9-12de plek |          |        |         |             |      |
| 25 juli     | Montréal | Mexico | 2-0     | Egypte      |      |
| 9-10de plek |          |        |         |             |      |
| 27 juli     | Montréal | Mexico | 84-89   | Puerto Rico |      |

### Boksen
| Olympiër          | Discipline | Resultaat | Prestatie |
| ----------------- | ---------- | --------- | --- |
| Ernesto Rios      | -51kg (m)  | 24e       | 1ste ronde: V van VEN Pérez: 0-5 |
| Juan Paredes      | -57kg (m)  | Brons     | 1ste ronde: vrij 2de ronde: W van BRA Alves: 5-0 3de ronde: W van JPN Odagiri: 3-2 kwartfinale: W van KOR Choon: 4-1 halve finale: V van CUB Herrera: 0-5 |
| Nicolas Arredondo | -75kg (m)  | 14e       | 1ste ronde: V van PAK Din: scheidsrechterlijke beslissing                                                                                                 |

### Gewichtheffen
| Olympiër       | Discipline | Resultaat | Prestatie                                                       |
| -------------- | ---------- | --------- | --------------------------------------------------------------- |
| Andrés Santoyo | -60kg (m)  | 10e       | trekken: 6de met 112,5kg stoten: 10de met 137,5kg totaal: 250kg |

### Judo
| Olympiër        | Discipline | Resultaat | Prestatie                     |
| --------------- | ---------- | --------- | ----------------------------- |
| Gerardo Padilla | -63kg (m)  | 18e       | 1ste ronde: V van HUN Tuncsik |

### Kanovaren
| Olympiër                         | Discipline    | Resultaat | Prestatie                                                                           |
| -------------------------------- | ------------- | --------- | ----------------------------------------------------------------------------------- |
| Roberto Altamirano Juan Martínez | C-2 500m (m)  | 14e       | serie 1: 7de in 2.08,15 herkansingen: 4de in 2.00,52                                |
| Roberto Altamirano Juan Martínez | C-2 1000m (m) | 14e       | serie 1: 8ste in 4.38,91 herkansingen: 4de in 3.59,04                               |
| Juan Bostelmann Hermelindo Soto  | K-2 500m (m)  | 17e       | serie 1: 6de in 1.48,88 herkansingen: 3de in 1.45,82 halve finale 3: 6de in 1.44,85 |
| Juan Bostelmann Hermelindo Soto  | K-2 1000m (m) | 22e       | serie 1: 6de in 3.44,0 herkansingen: 5de in 3.35,38                                 |

### Paardensport
| Olympiër                                                            | Discipline  | Resultaat | Prestatie                                                                                             |
| Eventing                                                            | Eventing    | Eventing  | Eventing                                                                                              |
| ------------------------------------------------------------------- | ----------- | --------- | --- |
| David Bárcena                                                       | individueel | DNF       | niet gefinisht                                                                                        |
| Mariano Bucio                                                       | individueel | DNF       | niet gefinisht                                                                                        |
| Juan Roberto Redon                                                  | individueel | 29e       | 699,41 strafpunten                                                                                    |
| José Luis Pérez Soto                                                | individueel | DNF       | niet gefinisht                                                                                        |
| Juan Roberto Redon Mariano Bucio David Bárcena José Luis Pérez Soto | team        | DNF       | niet gefinisht                                                                                        |
| Springconcours                                                      |             |           | |
| Carlos Aguirre                                                      | individueel | 19e       | 1ste ronde: 9de met 6,00 strafpunten 2de ronde: gediskwalificeerd                                     |
| Luis Razo                                                           | individueel | 40e       | 1ste ronde: 40ste met 33,50 strafpunten                                                               |
| Fernando Senderos                                                   | individueel | 21e       | 1ste ronde: 21ste met 11,75 strafpunten                                                               |
| Fernando Hernández Fernando Senderos Luis Razo Carlos Aguirre       | team        | 8e        | 1ste ronde: 5de met 31,75 strafpunten 2de ronde: 8ste met 44,50 strafpunten totaal: 76,25 strafpunten |

### Roeien
| Olympiër           | Discipline | Resultaat | Prestatie                                            |
| ------------------ | ---------- | --------- | ---------------------------------------------------- |
| Federico Scheffler | skiff (m)  | 15e       | serie 3: 5de in 7.32,55 herkansingen: 6de in 7.37,98 |

### Schietsport
| Olympiër         | Discipline             | Resultaat | Prestatie                        |
| ---------------- | ---------------------- | --------- | -------------------------------- |
| Olegario Vázquez | 50m geweer 3 houdingen | 31e       | 1130 punten: (395-380-355)       |
| Olegario Vázquez | 50m geweer liggend     | 10e       | 592 punten: (100-99-99-98-97-99) |
| Javier Padilla   | 50m pistool            | 39e       | 531 punten: (87-86-90-90-93-85)  |
| Juan Bueno       | skeet                  | 30e       | 189 punten                       |
| Mirek Switalski  | skeet                  | 41e       | 187 punten                       |
| Justo Fernández  | trap                   | 29e       | 168 punten                       |
| Fernando Walls   | trap                   | 37e       | 158 punten                       |

### Schoonspringen
| Olympiër          | Discipline    | Resultaat | Prestatie                                                       |
| ----------------- | ------------- | --------- | --------------------------------------------------------------- |
| Porfirio Becerril | 3m plank (m)  | 17e       | voorronde: 17de met 484,41 punten                               |
| Carlos Girón      | 3m plank (m)  | 7e        | voorronde: 6de met 547,14 punten finale: 7de met 523,59 punten  |
| Carlos Girón      | 10m toren (m) | 8e        | voorronde: 4de met 540,75 punten finale: 8ste met 513,93 punten |
| Ricardo Velarde   | 10m toren (m) | 19e       | voorronde: 19de met 438,48 punten                               |
|                   |               |           |                                                                 |
| Norma Baraldi     | 3m plank (v)  | 23e       | voorronde: 23ste met 336,12 punten                              |
| Norma Baraldi     | 10m toren (v) | 25e       | voorronde: 25ste met 278,31 punten                              |
| Ricardo Velarde   | 10m toren (v) | 13e       | voorronde: 13de met 332,70 punten                               |

### Turnen
| Olympiër        | Discipline               | Resultaat | Prestatie                            |
| --------------- | ------------------------ | --------- | ------------------------------------ |
| Teresa Díaz     | meerkamp individueel (v) | 85e       | kwalificatie: 85ste met 69,35 punten |
| Patricia García | meerkamp individueel (v) | 86e       | kwalificatie: 86ste met 68,35 punten |

### Voetbal
| Olympiër | Discipline | Resultaat | Prestatie                                                                |
| --- | ---------- | --------- | ------------------------------------------------------------------------ |
| Alfredo Navarrete Bardomiano Viveros Carlos García Eduardo Rergis Ernesto de la Rosa Gabriel Márquez Guillermo Cosio Héctor Tapia Hugo Sánchez Javier Regalado Jorge López Malo José Luis Caballero Rafael Toribio Víctor Rangel Antonio Hernández Mario Carrillo José Gómez | mannen     | 9e        | groep B: 3de V van Frankrijk: 1-4 G van Israël: 2-2 G van Guatemala: 1-1 |

| Groep B |           |             |             |             |             |            |            |            |        |
| #       | Land      | Wedstrijden | Wedstrijden | Wedstrijden | Wedstrijden | Doelpunten | Doelpunten | Doelpunten | Punten |
| #       | Land      | G           | W           | G           | V           | V          | T          | Saldo      | Punten |
| 1       | Frankrijk | 3           | 2           | 1           | 0           | 9          | 3          | +6         | 5      |
| 2       | Israël    | 3           | 0           | 3           | 0           | 3          | 3          | 0          | 3      |
| 3       | Mexico    | 3           | 0           | 2           | 1           | 4          | 7          | -3         | 2      |
| 4       | Guatemala | 3           | 0           | 2           | 1           | 2          | 5          | -3         | 2      |

| Ronde      | Datum      | Plaats    | Land | Score     | Land |
| ---------- | ---------- | --------- | ---- | --------- | ---- |
| Groepsfase |            |           |      |           |      |
| 19 juli    | Ottawa     | Frankrijk | 4-1  | Mexico    |      |
| 21 juli    | Montréal   | Mexico    | 2-2  | Israël    |      |
| 23 juli    | Sherbrooke | Mexico    | 1-1  | Guatemala |      |

### Waterpolo
| Olympiër | Discipline | Resultaat | Prestatie |
| --- | ---------- | --------- | --- |
| Alfred Schmidt Arturo Valencia Daniel Gómez Francisco García Javier Guerra Jorge Coste Juan García Juan Yanez Maximiliano Aguilar Victorino Beristain Armando Fernández | mannen     | 10e       | groep B: 4de V van Nederland: 3-5 V van Roemenië: 3-8 V van Sovjet-Unie: 4-7 7-12de plek: 4de W van Iran: 11-3 V van Sovjet-Unie: 3-4 G van Cuba: 4-4 G van Australië: 4-4 G van Canada: 4-4 |

| Groep B |             |             |             |             |             |        |        |        |        |
| #       | Land        | Wedstrijden | Wedstrijden | Wedstrijden | Wedstrijden | Punten | Punten | Punten | Punten |
| #       | Land        | G           | W           | G           | V           | V      | T      | Saldo  | Punten |
| 1       | Nederland   | 3           | 3           | 0           | 0           | 14     | 10     | +4     | 6      |
| 2       | Roemenië    | 3           | 1           | 1           | 1           | 18     | 14     | +4     | 3      |
| 3       | Sovjet-Unie | 3           | 1           | 1           | 1           | 14     | 12     | +2     | 3      |
| 4       | Mexico      | 3           | 0           | 0           | 3           | 10     | 20     | −10    | 0      |

| Ronde      | Datum    | Plaats      | Land | Score  | Land |
| ---------- | -------- | ----------- | ---- | ------ | ---- |
| Groepsfase |          |             |      |        |      |
| 18 juli    | Montréal | Nederland   | 5-3  | Mexico |      |
| 19 juli    | Montréal | Roemenië    | 8-3  | Mexico |      |
| 20 juli    | Montréal | Sovjet-Unie | 7-4  | Mexico |      |

| Groep 7-12de plaats |             |             |             |             |             |        |        |        |        |
| #                   | Land        | Wedstrijden | Wedstrijden | Wedstrijden | Wedstrijden | Punten | Punten | Punten | Punten |
| #                   | Land        | G           | W           | G           | V           | V      | T      | Saldo  | Punten |
| 1                   | Cuba        | 5           | 4           | 1           | 0           | 34     | 14     | +20    | 9      |
| 2                   | Sovjet-Unie | 5           | 3           | 1           | 1           | 33     | 16     | +17    | 7      |
| 3                   | Canada      | 5           | 2           | 2           | 1           | 27     | 21     | +6     | 6      |
| 4                   | Mexico      | 5           | 1           | 3           | 1           | 26     | 19     | +7     | 5      |
| 5                   | Australië   | 5           | 1           | 1           | 3           | 20     | 25     | −5     | 3      |
| 6                   | Iran        | 5           | 0           | 0           | 5           | 8      | 53     | −45    | 0      |

| Ronde      | Datum    | Plaats      | Land | Score  | Land |
| ---------- | -------- | ----------- | ---- | ------ | ---- |
| Groepsfase |          |             |      |        |      |
| 22 juli    | Montréal | Mexico      | 11-3 | Iran   |      |
| 23 juli    | Montréal | Sovjet-Unie | 4-3  | Mexico |      |
| 24 juli    | Montréal | Cuba        | 4-4  | Mexico |      |
| 26 juli    | Montréal | Australië   | 4-4  | Mexico |      |
| 27 juli    | Montréal | Canada      | 4-4  | Mexico |      |

### Wielersport
| Olympiër                                                        | Discipline         | Resultaat | Prestatie      |
| --------------------------------------------------------------- | ------------------ | --------- | -------------- |
| Rúben Camacho                                                   | wegwedstrijd (m)   | 45e       | 4:54.49,0      |
| José Castañeda                                                  | wegwedstrijd (m)   | DNF       | niet gefinisht |
| Luis Ramos                                                      | wegwedstrijd (m)   | DNF       | niet gefinisht |
| Rodolfo Vitela                                                  | wegwedstrijd (m)   | DNF       | niet gefinisht |
| José Castañeda Rodolfo Vitela Ceferino Estrada Francisco Huerta | ploegentijdrit (m) | 18e       | 2:18.48        |

### Worstelen
| Olympiër     | Discipline  | Resultaat   | Prestatie                                                                         |
| Vrije stijl  | Vrije stijl | Vrije stijl | Vrije stijl                                                                       |
| ------------ | ----------- | ----------- | --------------------------------------------------------------------------------- |
| Jorge Frias  | -48kg (m)   | 15e         | 1ste ronde: V van IRI Rouhi 2de ronde: V van KOR Kim                              |
| Moises López | -57kg (m)   | 13e         | 1ste ronde: W van GBR Gill 2de ronde: V van YUG Darlev 3de ronde: V van CUB Ramos |

### Zeilen
| Olympiër                  | Discipline      | Resultaat | Prestatie                              |
| ------------------------- | --------------- | --------- | -------------------------------------- |
| Daniel Mújica             | finn            | 18e       | 115,7 punten: (17-19-7-6-12-21-19)     |
| Javier Prieto Javier Ruiz | flying dutchman | 20e       | 148,0 punten: (18-DNF-19-18-17-20-DNF) |

### Zwemmen
| Olympiër                                                        | Discipline            | Resultaat | Prestatie               |
| --------------------------------------------------------------- | --------------------- | --------- | ----------------------- |
| Guillermo García                                                | 200m vrije slag (m)   | 35e       | serie 8: 5de in 1.58,20 |
| Eduardo Pérez                                                   | 200m vrije slag (m)   | 37e       | serie 2: 5de in 1.59,53 |
| Guillermo García                                                | 400m vrije slag (m)   | DNS       | serie 1: niet gestart   |
| Fernando Vargas                                                 | 1500m vrije slag (m)  | DNS       | serie 5: niet gestart   |
| Ignacio Álvarez                                                 | 100m rugslag (m)      | 26e       | serie 6: 5de in 1.00,80 |
| José Urueta                                                     | 100m rugslag (m)      | 27e       | serie 2: 4de in 1.00,85 |
| Ignacio Álvarez                                                 | 200m rugslag (m)      | 24e       | serie 3: 5de in 2.11,08 |
| José Urueta                                                     | 200m rugslag (m)      | 20e       | serie 4: 4de in 2.09,74 |
| Gustavo Lozano                                                  | 100m schoolslag (m)   | 28e       | serie 3: 5de in 1.08,89 |
| Gustavo Lozano                                                  | 200m schoolslag (m)   | 23e       | serie 2: 6de in 2.31,89 |
| José Luis Prado                                                 | 100m vlinderslag (m)  | 35e       | serie 4: 6de in 59,16   |
| Ricardo Marmolejo                                               | 200m vlinderslag (m)  | 29e       | serie 4: 4de in 2.08,88 |
| Ricardo Marmolejo                                               | 400m wisselslag (m)   | 24e       | serie 4: 5de in 4.45,30 |
| Guillermo Zavala                                                | 400m wisselslag (m)   | 29e       | serie 5: 7de in 4.49,55 |
| Guillermo García Eduardo Pérez Guillermo Zavala José Luis Prado | 4x200m vrije slag (m) | 13e       | serie 3: 5de in 8.05,12 |
| Ignacio Álvarez Gustavo Lozano José Luis Prado Guillermo García | 4x100m wisselslag (m) | 12e       | serie 1: 6de in 4.02,69 |
|                                                                 |                       |           |                         |
| Beatriz Camuñas                                                 | 100m schoolslag (v)   | 32e       | serie 1: 5de in 1.20,46 |
| Beatriz Camuñas                                                 | 200m schoolslag (v)   | 33e       | serie 1: 6de in 2.50,78 |

Amerikaanse Maagdeneilanden · Andorra · Antigua en Barbuda · Argentinië · Australië · Bahama's · Barbados · België · Belize · Bermuda · Bolivia · Bondsrepubliek Duitsland · Brazilië · Bulgarije · Canada · Chili · Colombia · Costa Rica · Cuba · Denemarken · Dominicaanse Republiek · Duitse Democratische Republiek · Ecuador · Egypte · Fiji · Filipijnen · Finland · Frankrijk · Griekenland · Groot-Brittannië · Guatemala · Haïti · Honduras · Hongarije · Hongkong · Ierland · IJsland · India · Indonesië · Iran · Israël · Italië · Ivoorkust · Jamaica · Japan · Joegoslavië · Kaaimaneilanden · Kameroen · Koeweit · Libanon · Liechtenstein · Luxemburg · Maleisië · Marokko · Mexico · Monaco · Mongolië · Nederland · Nederlandse Antillen · Nepal · Nicaragua · Nieuw-Zeeland · Noord-Korea · Noorwegen · Oostenrijk · Pakistan · Panama · Papoea-Nieuw-Guinea · Paraguay · Peru · Polen · Portugal · Puerto Rico · Roemenië · San Marino · Saoedi-Arabië · Senegal · Singapore · Sovjet-Unie · Spanje · Suriname · Thailand · Trinidad en Tobago · Tsjecho-Slowakije · Tunesië · Turkije · Uruguay · Venezuela · Verenigde Staten · Zuid-Korea · Zweden · Zwitserland